# Rävtjärnarna (Orsa socken, Dalarna)
Rävtjärnarna är en sjö i Orsa kommun i Dalarna och ingår i Dalälvens huvudavrinningsområde.